# Madonna di Camaldoli
La Madonna di Camaldoli è un dipinto a uovo e olio su tavola di pioppo (76,5×56,1 cm) proveniente dalla bottega di Andrea del Verrocchio e alla cui realizzazione avrebbero contribuito anche Leonardo da Vinci e Sandro Botticelli. Il dipinto è situato nel Museo di Camaldoli.

## Storia
La storia del dipinto è legata alla figura dell'abate e umanista veneziano Pietro Dolfin, che fu generale della Congregazione camaldolese dal 1481 fino al 1514. Dolfin ebbe numerosi contatti con i Medici di Firenze, soprattutto con Lorenzo il Magnifico alla cui corte erano attivi Verrocchio e gli allievi della sua bottega.
Le prime notizie scritte risalgono al 1793: dalle Note storiche di Padre Pietro Leopoldo di Vienna si apprende che l'opera era conservata nella cella di San Pietro, eretta nel Borgo di Mezzo dell'eremo camaldolese dal Dolfin stesso. 
Un inventario compilato nel 1712 la segnala proprio in tale sito, assegnandola alla mano di Ridolfo del Ghirlandaio pittore fiorentino e datandola al 1521. 
Nel 1744 fu trasferita nella chiesa del monastero, dove venne attestata per la prima volta in un inventario del 1782.
In un inventario del 1862, l'opera viene descritta come presente nel coretto basso della chiesa e stavolta attribuita a Domenico Ghirlandaio.
Nel 1968, l'allora direttore della National Gallery di Washington Sheldon Grossman la notò nell'ufficio del Padre superiore del monastero e la assegnò all'ambito di Andrea del Verrocchio.
Un primo restauro, nel 1970, portò alla rimozione di ridipinture che coprivano lo sfondo.
Nel 2002, un nuovo restauro e nel 2009 una completa diagnosi dell'opera permisero di confermare la definitiva attribuzione alla bottega di Verrocchio.

## Attribuzione
L'opera proviene dalla bottega di Verrocchio e vi hanno contribuito più mani.
Sono molti gli indizi che conducono a questa conclusione attributiva. Ad esempio, il dipinto presenta notevoli affinità con la Madonna Dreyfus della National Gallery of Art di Washington (attribuita o a Leonardo o a
Lorenzo di Credi). Il volto di Maria trova corrispondenze in numerosi disegni di Leonardo e Verrocchio e in varie opere di Lorenzo di Credi (si veda la Madonna di Piazza di Pistoia). La posizione delle mani di Maria è analoga a quella della Madonna col Bambino di Perugino conservata al Museo Puškin di Mosca. L'abito e la spilla che lo chiude sul seno della Madonna sono presenti in varie opere sicuramente provenienti dalla bottega verrocchiana. Una testa di bambino disegnata da Verrocchio (Fitzwilliam Museum di Cambridge) risulta sovrapponibile a quella di Gesù. Il paesaggio dello sfondo, condotto in punta di pennello con le tonalità azzurre e con le prospettive aeree teorizzate dallo stesso Leonardo nel suo Trattato della pittura, è già prefigurato nella Dreyfus e ricorda alcuni elementi presenti nel posteriore Tobiolo e l'angelo (di Verrocchio, con interventi di Leonardo). Infine, sul retro del supporto è stato disegnato il settore di una cornice a pigne e rose del tutto simili a quelle che si ritrovano nella cornice del Tondo di Botticelli conservato nei Musei Civici di Palazzo Farnese a Piacenza.
Il leonardista Carlo Starnazzi nel 2005 ipotizzò la partecipazione alla realizzazione dell'opera di un giovane Leonardo da Vinci. Individuò nel movimento rotatorio e avvolgente del Bambino, trattenuto amorevolmente da Maria con la mano destra, una forte affinità con gli studi di anatomia e fisiognomica che il giovane Leonardo andava conducendo presso la bottega di Verrocchio. Il confronto tra il dipinto di Camaldoli e alcuni studi anatomici leonardeschi (Windsor, Royal Library, nn. 12513 e 12569) rafforza poi l'ipotesi di un intervento riconducibile alla fase giovanile del genio di Vinci, rilevabile soprattutto nella torsione scattante del Bambino e nel volto della Vergine inclinato a destra di tre quarti

## Descrizione e stile
Sullo sfondo di un paesaggio colto dall'alto, in prospettiva aerea, immerso in una luce soffusa che accentua il senso di profondità e al di qua di una balaustra in pietra, Maria tiene Gesù bambino in piedi sulle ginocchia: si tratta della tipica iconografia sviluppatasi in Veneto, soprattutto per mano di Bellini, riproposta in pittura e in scultura nella Firenze medicea da Verrocchio.
L'intimità tra i due soggetti è accentuata dal contatto tra le mani ed è rimarcata dal gesto protettivo della madre che impedisce al figlio di cadere. Gli sguardi (tenero di Maria e già proiettato altrove di Gesù) dimostrano uno studio accurato della composizione.